# Ropata Wahawaha
Ropata Wahawaha, en transcription maorie Rōpata Wahawaha, né vers 1820 à Akuaku (en) ou peut-être à Te Puia Springs et mort le 1er juillet 1897 à Gisborne, est un chef, guerrier et homme politique néo-zélandais.

## Biographie

### Jeunesse et guerres maories
Il est issu du hapu Te Aowera de l’iwi (tribu) maorie Ngāti Porou. Encore enfant lors d'un conflit armé territorial entre les Ngāti Porou et la tribu Rongowhakaata (en), il est fait captif et devient pendant une dizaine d'années l'esclave d'un Maori chrétien du nom de Rapata (Robert) Whakapuhia, qui lui impose son prénom. Libéré peu avant l'annexion de la Nouvelle-Zélande à l'Empire britannique en 1840 et retourné sur les terres de sa tribu, il devient une figure influente du diocèse anglican de Waiapu. En juin 1865, il participe à la défense de la vallée de Waiapu (en) face à une attaque de guerriers de la secte Pai Mārire, dans le cadre des « guerres maories ». À la tête d'un groupe de 40 hommes, il subit des défaites au combat mais tue personnellement un chef du Pai Marire. Henare Nihoniho, le chef du hapu Te Aowera, est tué au combat le 10 juin, et Rapata Wahawaha lui succède,.
Le surintendant (dirigeant élu) de la province de Hawke's Bay (en), Donald McLean (en), envoie aux Ngāti Porou des hommes et du matériel militaire pour les aider à résister, sous la direction de Mokena Kohere, aux Pai Marire. Rapata Wahawaha remporte plusieurs victoires militaires à la tête de ses hommes, dont la libération d'un pa (village fortifié) à Tokomaru Bay et la prise de deux pa ennemis, à la suite desquelles il exécute des captifs, des hommes issus de son hapu et ayant combattu pour l'ennemi. Il obtient ensuite la reddition du pa à Hungahungatoroa (en) en escaladant avec un officier britannique la falaise qui le surplombe, pour faire feu vers ses défenseurs depuis la falaise. Cette victoire met fin à la présence du Pai Marire dans la vallée de Waiapu. Ayant par ailleurs rencontré Donald McLean et apprécié la manière dont ce dernier, écossais, prononçait son prénom, Rapata Wahawaha décide de s'appeler désormais « Ropata », cette nouvelle prononciation lui rappelant moins ses années d'esclavage dans son enfance.
En octobre 1865, Mokena Kohere et Ropata Wahawaha commandent la force de 300 hommes Ngāti Porou qui, aux côtés de soldats britanniques, attaquent avec succès les positions du Pai Marire dans la baie de la Pauvreté, menant à la capture de Te Kooti, puis à proximité de Wairoa. Ropata Wahawaha parvient notamment à sauver des hommes de la tribu alliée Ngati Kahungunu attaqués en embuscade par l'ennemi. Victorieux, les commandants des Ngāti Porou et Ngati Kahungunu exécutent les captifs ennemis issus de leurs tribus respectives et donc considérés comme des traîtres. De juillet 1868 à mars 1870, Ropata Wahawaha mène à nouveau des combats, notamment à Ngatapa (en) puis dans la région de l'Urewera, aux côtés de forces coloniales britanniques et de tribus alliées, contre les hommes de Te Kooti qui s'est échappé et a repris ses assauts contre ses ennemis pakeha (britanniques) et maoris. Décoré de la croix de Nouvelle-Zélande (en) pour bravoure au combat, Ropata Wahawaha est promu major dans l'armée coloniale en décembre 1868. En février et mars 1870, aux côtés de Te Keepa Te Rangihiwinui, Ropata Wahawaha mène avec succès des assauts contre les dernières forteresses de Te Kooti sur les terres de la tribu Ngai Tuhoe.

### Dernières décennies
La paix revenue, il obtient en 1871 l'ouverture d'une école britannique pour les enfants de sa tribu, à Waiomatatini, et devient le président du conseil d'administration de cette école, où les enfants maoris apprennent notamment l'anglais que lui-même regrette de n'avoir jamais appris. Il devient dans le même temps fermier ovin, et de 1878 à 1884 le gouvernement néo-zélandais le salarie comme assesseur chargé du maintien de l'ordre sur ses terres tribales. Il encourage avec succès les Ngāti Porou à louer des terres aux colons sans les vendre, et à en conserver ainsi la propriété. En 1887, le gouvernement le nomme membre du Conseil législatif, la chambre haute du Parlement de Nouvelle-Zélande.

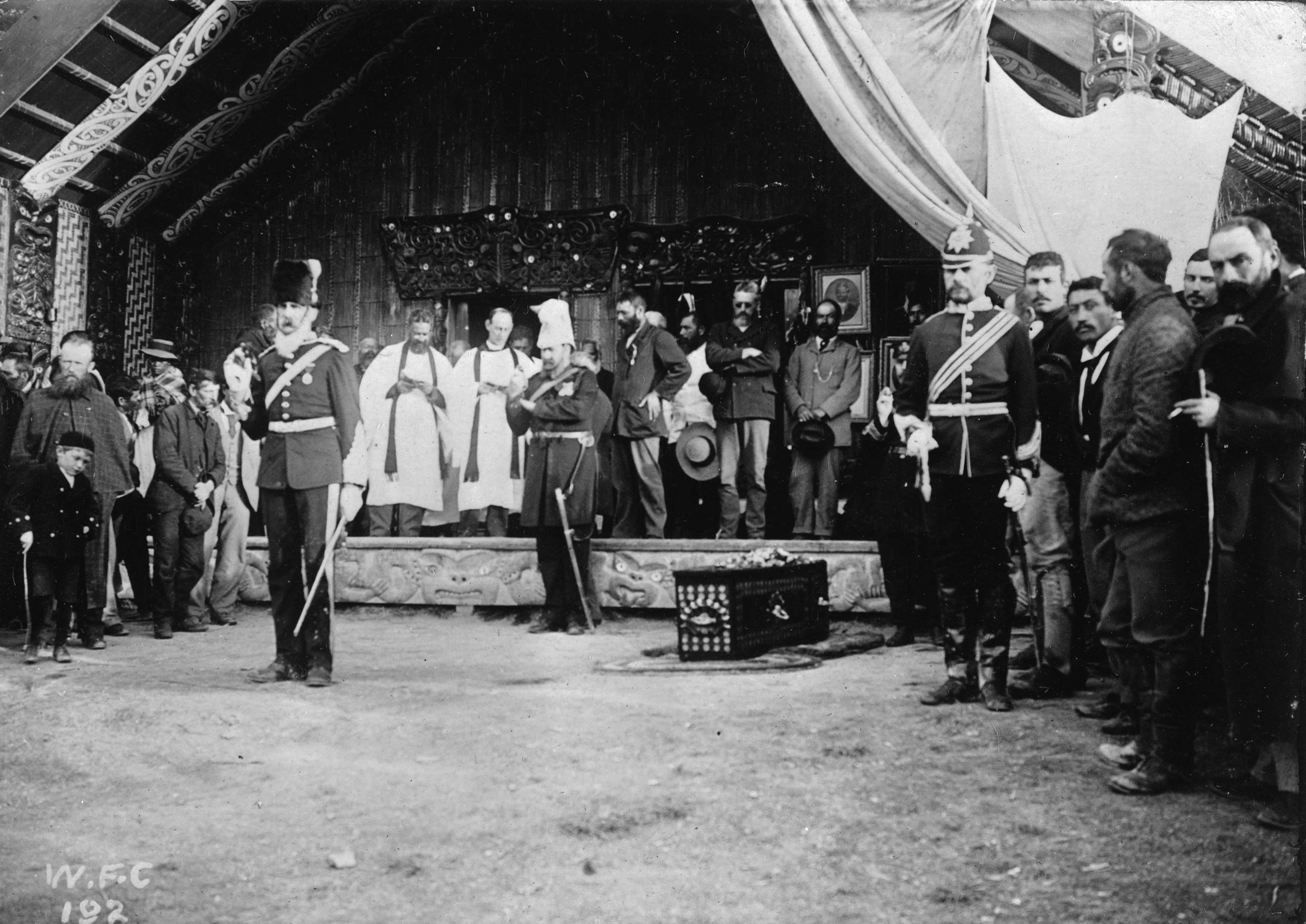
Funérailles de Ropata Wahawaha.

Il meurt dix ans plus tard, exhortant sa tribu à demeurer unie, loyale à la reine Victoria, fidèle à l'Église anglicane et amicale envers les colons. Il est inhumé avec les honneurs militaires à Waiomatatini, son cercueil porté par des officiers britanniques, et en présence notamment de James Carroll comme représentant du gouvernement. En 1898, le gouvernement fait ériger un mémorial sous forme d'obélisque sur sa tombe, et y fait inscrire les mots « Sacré à la mémoire du major Ropata Wahawaha, N.Z.C., de la grande tribu des Ngāti Porou. Mort le 1er juillet 1897 à l'âge d'environ 80 ans. Il fut un soldat et un homme. Cette pierre fut érigée par le Gouvernement de Nouvelle-Zélande en signe de respect pour celui qui a bien servi son pays »,,. 